# 八幡平駅
八幡平駅（はちまんたいえき）は、秋田県鹿角市八幡平字小山にある、東日本旅客鉄道（JR東日本）花輪線の駅である。

## 歴史

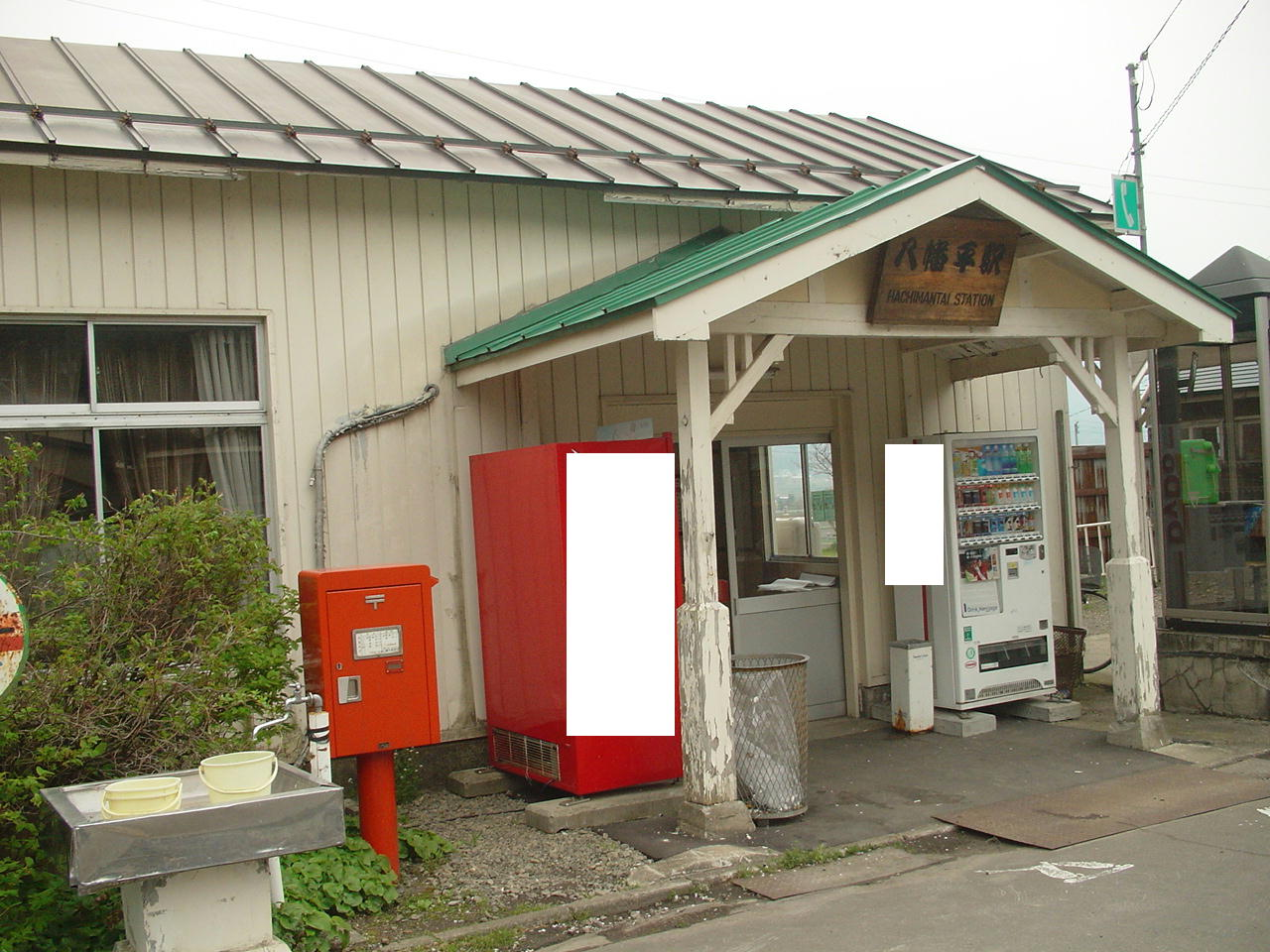
2015年3月まで供用していた駅舎。築82年。

- 1931年（昭和6年）10月17日：小豆沢駅（あずきざわえき）として鹿角郡宮川村に開業[2]。
- 1956年（昭和31年）6月15日：宮川村が曙村と合併し八幡平村が発足。
- 1957年（昭和32年）4月1日：八幡平駅に改称[2]。
- 1963年（昭和38年）7月1日：貨物の取り扱いを廃止[2]。
- 1982年（昭和57年）11月15日：荷物の扱いを廃止[4]。駅員無配置駅となり[5]、簡易委託化[6]。
- 1987年（昭和62年）4月1日：国鉄分割民営化により、東日本旅客鉄道の駅となる[2]。
- 2014年（平成26年）5月31日：窓口営業（簡易委託）が終了し、無人化。
- 2015年（平成27年）3月25日：大日霊貴神社の社殿をモチーフとした新駅舎が完成。旧駅舎の5分の1の大きさになる[3]。
- 2024年（令和6年）10月1日：えきねっとQチケのサービスを開始[1][7]。

## 駅構造
単式ホーム1面1線を有する地上駅である。かつては相対式ホーム2面2線の列車交換可能駅で、現在は旧1番線（上り本線）を使用している。
盛岡統括センター（盛岡駅）管理の無人駅である。以前は鹿角市が受託し、駅前商店を営む家族が乗車券発売をする簡易委託駅で、常備券を発売していた。駅舎内に喫茶店「たびだち」が営業していた。

## 利用状況
JR東日本によると、2000年度（平成12年度）- 2013年度（平成25年度）までの1日平均乗車人員の推移は以下のとおりであった。
| 1日平均乗車人員推移 | 1日平均乗車人員推移 | 1日平均乗車人員推移 | 1日平均乗車人員推移 | 1日平均乗車人員推移 |
| 年度                | 定期外              | 定期                | 合計                | 出典                |
| ------------------- | ------------------- | ------------------- | ------------------- | ------------------- |
| 2000年（平成12年）  |                     |                     | 64                  | [ 利用客数 1 ]      |
| 2001年（平成13年）  |                     |                     | 64                  | [ 利用客数 2 ]      |
| 2002年（平成14年）  |                     |                     | 55                  | [ 利用客数 3 ]      |
| 2003年（平成15年）  |                     |                     | 55                  | [ 利用客数 4 ]      |
| 2004年（平成16年）  |                     |                     | 55                  | [ 利用客数 5 ]      |
| 2005年（平成17年）  |                     |                     | 50                  | [ 利用客数 6 ]      |
| 2006年（平成18年）  |                     |                     | 41                  | [ 利用客数 7 ]      |
| 2007年（平成19年）  |                     |                     | 34                  | [ 利用客数 8 ]      |
| 2008年（平成20年）  |                     |                     | 31                  | [ 利用客数 9 ]      |
| 2009年（平成21年）  |                     |                     | 43                  | [ 利用客数 10 ]     |
| 2010年（平成22年）  |                     |                     | 33                  | [ 利用客数 11 ]     |
| 2011年（平成23年）  |                     |                     | 34                  | [ 利用客数 12 ]     |
| 2012年（平成24年）  | 6                   | 22                  | 28                  | [ 利用客数 13 ]     |
| 2013年（平成25年）  | 5                   | 20                  | 25                  | [ 利用客数 14 ]     |

## 駅周辺
- 秋田県道22号比内大葛鹿角線
- 鹿角市役所八幡平支所
- 八幡平郵便局
- 国道282号
- 東北自動車道
- 米代川

### バス路線
秋北バスの「八幡平駅前」停留所がある。
- 谷内・志張温泉・玉川温泉・田沢湖方面
- 鹿角花輪駅方面

## 隣の駅
東日本旅客鉄道（JR東日本）
■花輪線
湯瀬温泉駅 - 八幡平駅 - 陸中大里駅

### 記事本文
1. 1 2 3 4 5  「駅の情報（八幡平駅）：JR東日本」東日本旅客鉄道。2024年8月29日時点のオリジナルよりアーカイブ。2024年9月2日閲覧。
2. 1 2 3 4 5  石野哲（編）『停車場変遷大事典 国鉄・JR編 Ⅱ』（初版）JTB、1998年10月1日、505頁。ISBN 978-4-533-02980-6。
3. 1 2  「JR八幡平駅 新駅舎が完成 大日堂をイメージ」『北鹿新聞』北鹿新聞社、大館市、2015年3月28日。
4. ↑  「日本国有鉄道公示第168号」『官報』1982年11月13日。
5. ↑  「「通報」●北上線岩沢駅ほか23駅の駅員無配置について（旅客局）」『鉄道公報』日本国有鉄道総裁室文書課、1982年11月13日、8面。
6. ↑  『秋田魁新報』秋田魁新報社、1982年11月10日、朝刊、15面。
7. ↑  「Suicaエリア外もチケットレスで! 東北エリアから「えきねっとQチケ」がはじまります (PDF)」（プレスリリース）、東日本旅客鉄道、2024年7月11日。2024年8月18日閲覧。

### 利用状況
1. ↑  「JR東日本：各駅の乗車人員（2000年度）」東日本旅客鉄道。2025年7月23日閲覧。
2. ↑  「JR東日本：各駅の乗車人員（2001年度）」東日本旅客鉄道。2025年7月23日閲覧。
3. ↑  「JR東日本：各駅の乗車人員（2002年度）」東日本旅客鉄道。2025年7月23日閲覧。
4. ↑  「JR東日本：各駅の乗車人員（2003年度）」東日本旅客鉄道。2025年7月23日閲覧。
5. ↑  「JR東日本：各駅の乗車人員（2004年度）」東日本旅客鉄道。2025年7月23日閲覧。
6. ↑  「JR東日本：各駅の乗車人員（2005年度）」東日本旅客鉄道。2025年7月23日閲覧。
7. ↑  「JR東日本：各駅の乗車人員（2006年度）」東日本旅客鉄道。2025年7月23日閲覧。
8. ↑  「JR東日本：各駅の乗車人員（2007年度）」東日本旅客鉄道。2025年7月23日閲覧。
9. ↑  「JR東日本：各駅の乗車人員（2008年度）」東日本旅客鉄道。2025年7月23日閲覧。
10. ↑  「JR東日本：各駅の乗車人員（2009年度）」東日本旅客鉄道。2025年7月23日閲覧。
11. ↑  「JR東日本：各駅の乗車人員（2010年度）」東日本旅客鉄道。2025年7月23日閲覧。
12. ↑  「JR東日本：各駅の乗車人員（2011年度）」東日本旅客鉄道。2025年7月23日閲覧。
13. ↑  「JR東日本：各駅の乗車人員（2012年度）」東日本旅客鉄道。2025年7月23日閲覧。
14. ↑  「各駅の乗車人員 2013年度 ベスト100以外（9）：JR東日本」東日本旅客鉄道。2025年7月23日閲覧。